# Burinhosa
Burinhosa é uma aldeia pertencente à freguesia de Pataias, no município de Alcobaça, Distrito de Leiria.

## Sociedade
É conhecida por "aldeia futsal", porque possui um clube de Futsal a disputar o Campeonato Nacional de Futsal, o Centro Cultural Recreativo e Desportivo Burinhosa., a equipa sénior masculina chegou ao escalão principal do futsal nacional na temporada de 2014/2015, passando assim a jogar regularmente com os maiores clubes como o Sporting, Benfica e outros.
No início do século XXI foram construídos bungalows, onde os turistas aproveitam para desfrutar do ar e da calma do campo, tendo ainda a vantagem de a aldeia estar situada a aproximadamente a 5 quilómetros da praia. A localidade dispõe de Escola do 1º Ciclo do Ensino Básico e Jardim de Infância, um pavilhão desportivo e uma piscina que são uma grande atração não só para os turistas, mas também para os habitantes da região.
As suas festas anuais realizam-se no terceiro fim-de-semana de julho.

## Património
A Igreja da Burinhosa inicialmente era uma pequena capelinha que ao longo dos tempos foi remodelada até ser como a conhecemos na actualidade. A sua última restauração mais profunda tinha foi feita no final da década de 1970. 